# Brooke McEldowney
Brooke McEldowney (né en 1952 à Charleston) est un auteur de comic strip américain, créateur de 9 Chickweed Lane (en) en 1993 et du webcomic Pigborn en 2002.

## Biographie
Brooke McEldowney naît en 1952 en Virginie-Occidentale mais passe son enfance en Floride. Il suit une formation de musicien à la Juilliard School de New York et commence par être violoniste et critique musical. Cependant, en plus de ses études de musique, il passe aussi beaucoup de temps à dessiner et il parvient en plus de son emploi de musicien à devenir dessinateur dans le magazine Opus consacré à la musique classique. Il en est aussi le rédacteur en chef. Il place ses dessins aussi dans les magazines Yankee et Pulse. Il crée le comic strip 9 Chickweed Lane en 1983. Il crée le strip Pibgorn qui est une œuvre dérivée de 9 Chickweed Lane. Il a depuis travaillé aussi pour le théâtre en écrivant et composant pour des pièces.

## Prix
- 2009 : prix du comic strip de la National Cartoonists Society pour 9 Chickweed Lane (en)